# آرثر ريبلي
آرثر ريبلي (بالإنجليزية: Arthur Ripley)‏ هو مونتير وكاتب سيناريو ومخرج أمريكي، ولد في 12 يناير 1897 في نيويورك في الولايات المتحدة، وتوفي في 13 فبراير 1961 في لوس أنجلوس في الولايات المتحدة.

## وصلات خارجية
- آرثر ريبلي على موقع IMDb (الإنجليزية)
- آرثر ريبلي على موقع الموسوعة البريطانية (الإنجليزية)
- آرثر ريبلي على موقع ألو سيني (الفرنسية)
- آرثر ريبلي على موقع أول موفي (الإنجليزية)
- آرثر ريبلي على موقع قاعدة بيانات الأفلام السويدية (السويدية)
- آرثر ريبلي على موقع قاعدة بيانات الفيلم (الإنجليزية)
- آرثر ريبلي على موقع كينوبويسك (الروسية)